# Liste der Naturdenkmale in Stockum-Püschen
Die Liste der Naturdenkmale in Stockum-Püschen nennt die im Gemeindegebiet von Stockum-Püschen ausgewiesenen Naturdenkmale (Stand 13. Juni 2024).

## Naturdenkmale
| Nr.         | Bezeichnung | Lage                                                   | Beschreibung                                          | Bild                          |
| ----------- | ----------- | ------------------------------------------------------ | ----------------------------------------------------- | ----------------------------- |
| ND-7143-501 | Götzenstein | Püschen, nördlich des Ortes; Abteilung Götzenberg Lage | Bergkuppe mit Steinwällen; flächenhaftes Naturdenkmal | mehr Fotos \| Fotos hochladen |